# Maar
Pour les articles homonymes, voir Maar (homonymie).
Un maar (terme allemand signifiant « cratère ») est un cratère volcanique d'explosion, parfois rempli par un lac ou envahi par la mer. L'explosion atteint le substratum.
Il s'agit donc d'une forme de destruction par l'activité volcanique elle-même, et le terme est utilisé par les géologues et les géomorphologues. On emploie l'expression « cratère de maar ».

## Formation

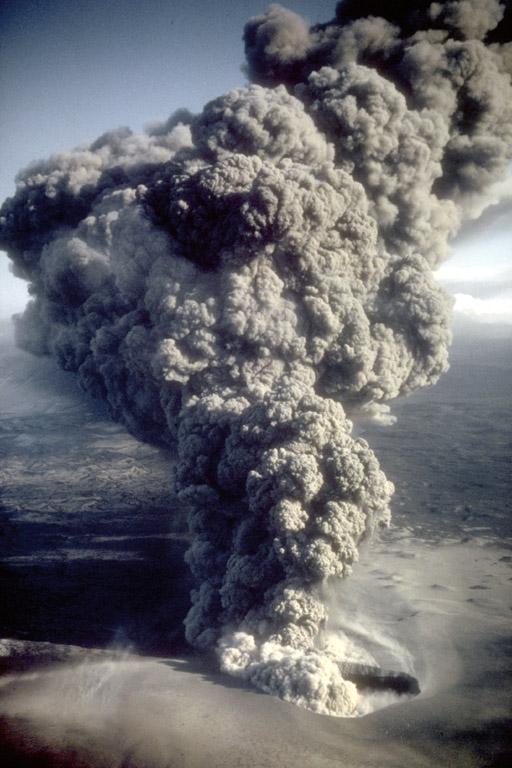
Éruption phréato-magmatique en 1977 du maar d'Ukinrek, Alaska

Bien que les maars et les cônes de scories (comme le puy Pariou) se présentent sous des formes apparemment similaires, leurs processus de formation sont très différents.
Pour les maars, le phénomène est le suivant : le magma, en remontant vers la surface, rencontre dans le sous-sol une nappe phréatique ou un cours d'eau souterrain. Une partie de cette eau se vaporise alors sous l'effet de la chaleur, ce qui entraîne une importante augmentation de la pression dans le sous-sol, au point que les roches en surface sont soudain éjectées à la manière d'un bouchon de champagne. Généralement, la nappe phréatique ou le cours d'eau souterrain qui a contribué à la formation du cratère alimente ensuite un lac dans le bassin ainsi créé. Les maars sont donc très souvent des lacs de forme circulaire aux pentes plus ou moins abruptes.

## Exemples
- En Allemagne, on trouve beaucoup de maars dans l'Eifel (le lac de cratère que constitue le lac de Laach relève d'une caldeira).
- Aux États-Unis, le Lunar Crater, dans le Nevada.
- En France on en trouve surtout dans le Massif central (région Auvergne-Rhône-Alpes) :
  - dans le département du Puy-de-Dôme, ce sont :
    - le gour de Tazenat situé sur la commune de Charbonnières-les-Vieilles au nord de la chaîne des Puys,
    - le lac Pavin, le lac de Servières, le lac Chauvet, situés dans les monts Dore,
    - le lac d'en Haut à La Godivelle dans le massif du Cézallier,
    - la narse d'Espinasse et le puy de l'Enfer (chaîne des Puys),
    - le maar de Jaude sur lequel est bâtie la ville de Clermont-Ferrand ;

  - dans le département de la Haute-Loire, le maar le plus connu est le lac du Bouchet. Le lac de Saint-Front est aussi un maar ;
  - dans le département de l'Ardèche il existe également des maars, en particulier celui du lac d'Issarlès, le plus profond de France avec une profondeur de 108 m[2],[3],[a]. À proximité du volcan suc de Bauzon, le maar de la Vestide du Pal a été comblé par le magma et comprend quelques cônes stromboliens. Le maar Doris, également situé en Ardèche, a la particularité d'être à l'origine de la station thermale de Neyrac-les-Bains ;
  - à Mayotte, le lac Dzaha sur Petite-Terre ainsi que les plages de Moya, maars envahis par les marées de l'océan.
- En Italie près de Rome dans le Latium, les lacs d'Albano et de Nemi.
- En Islande, le lac Víti, situé sur les Hautes Terres.

Sur Titan (satellite de Saturne), les petits lacs de méthane aux bords abrupts pourraient être des maars résultant de la vaporisation explosive d'azote liquide en sub-surface.

Exemples de maars
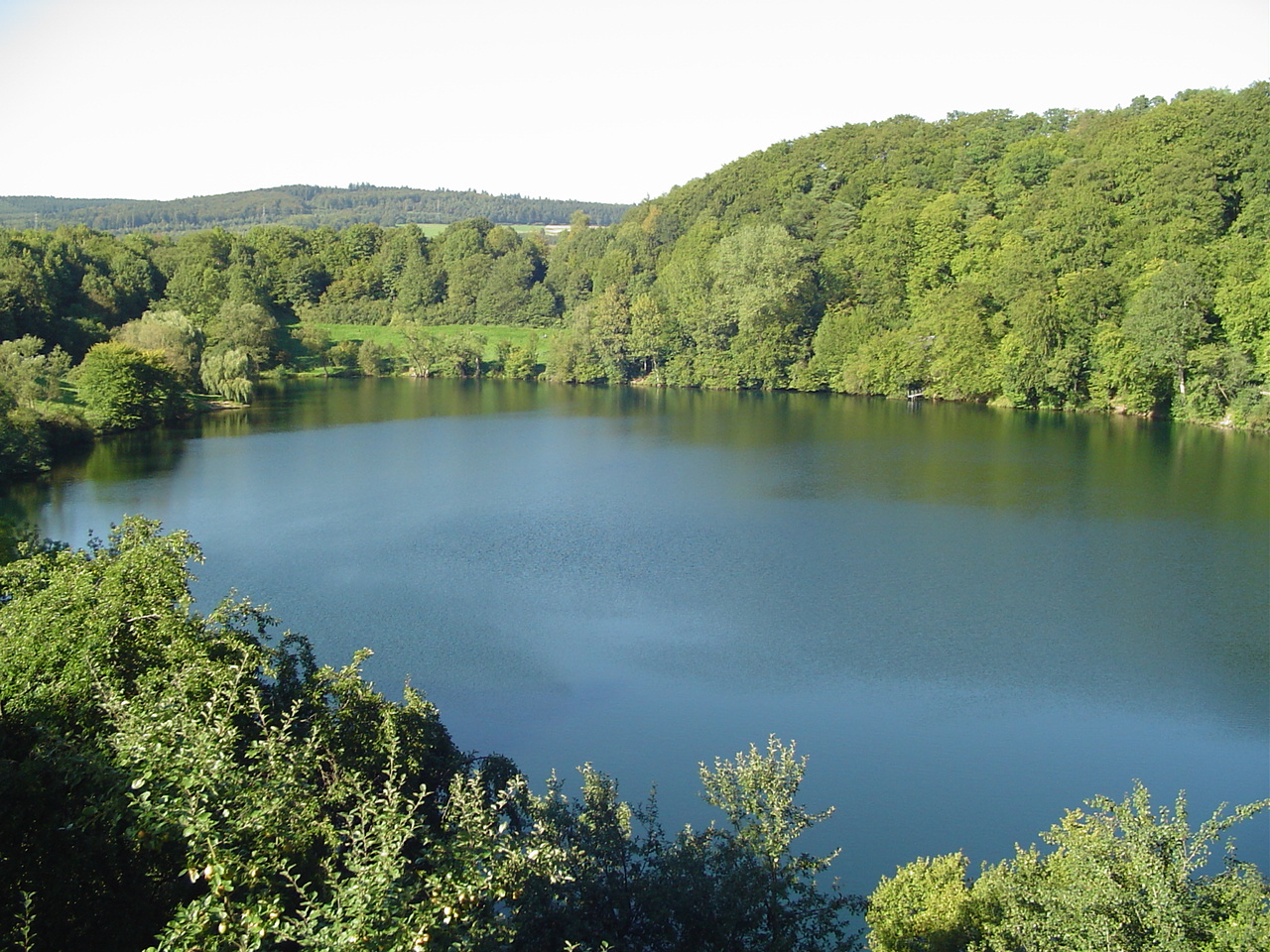
Maar d'Ulmen (en) (Eifel, Allemagne).
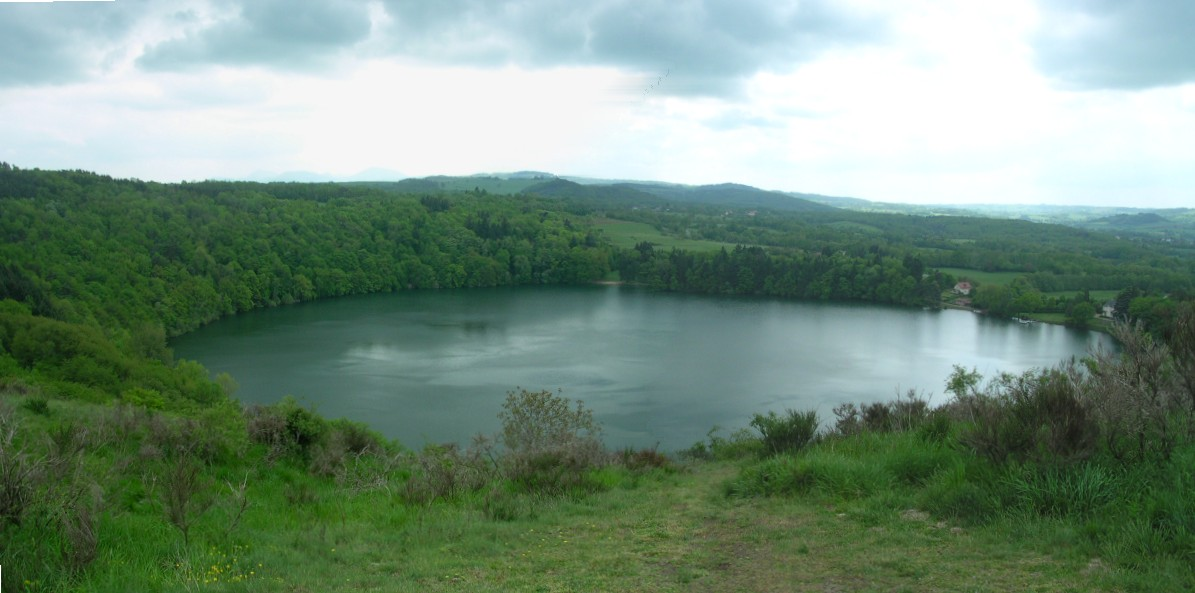
Gour de Tazenat (Puy-de-Dôme, France).
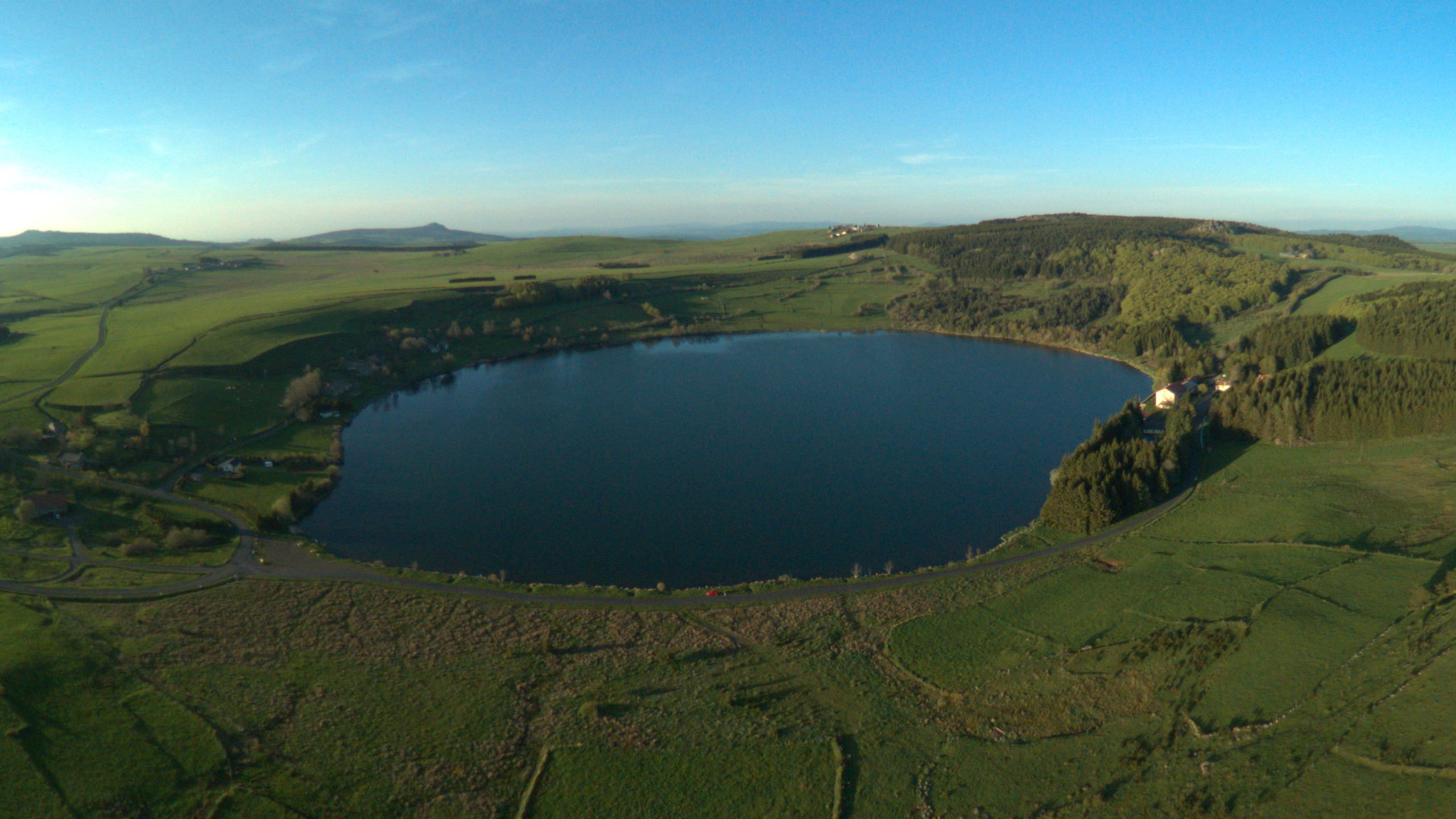
Lac de Saint-Front (Haute-Loire, France).
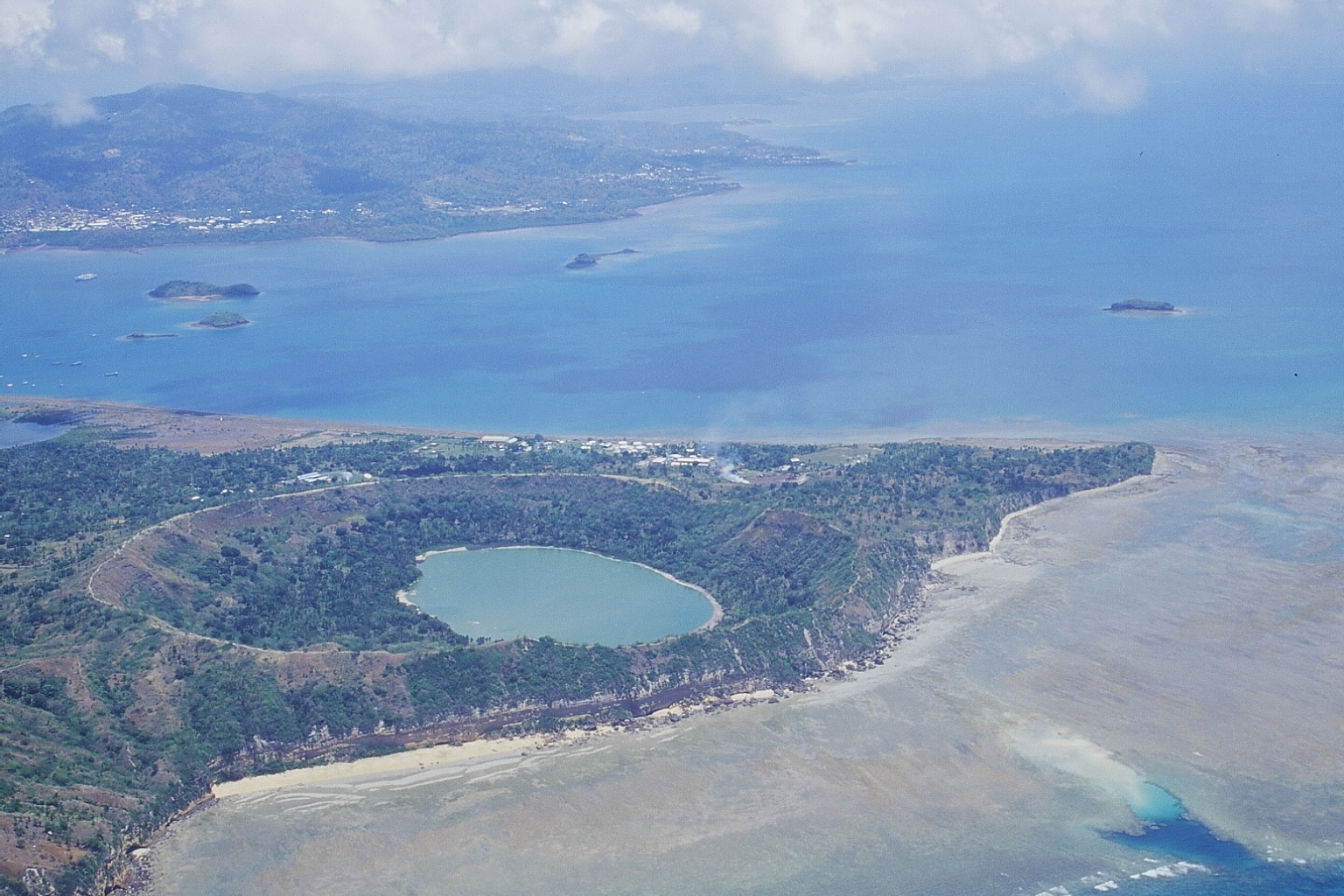
Lac Dziani (Mayotte, France).
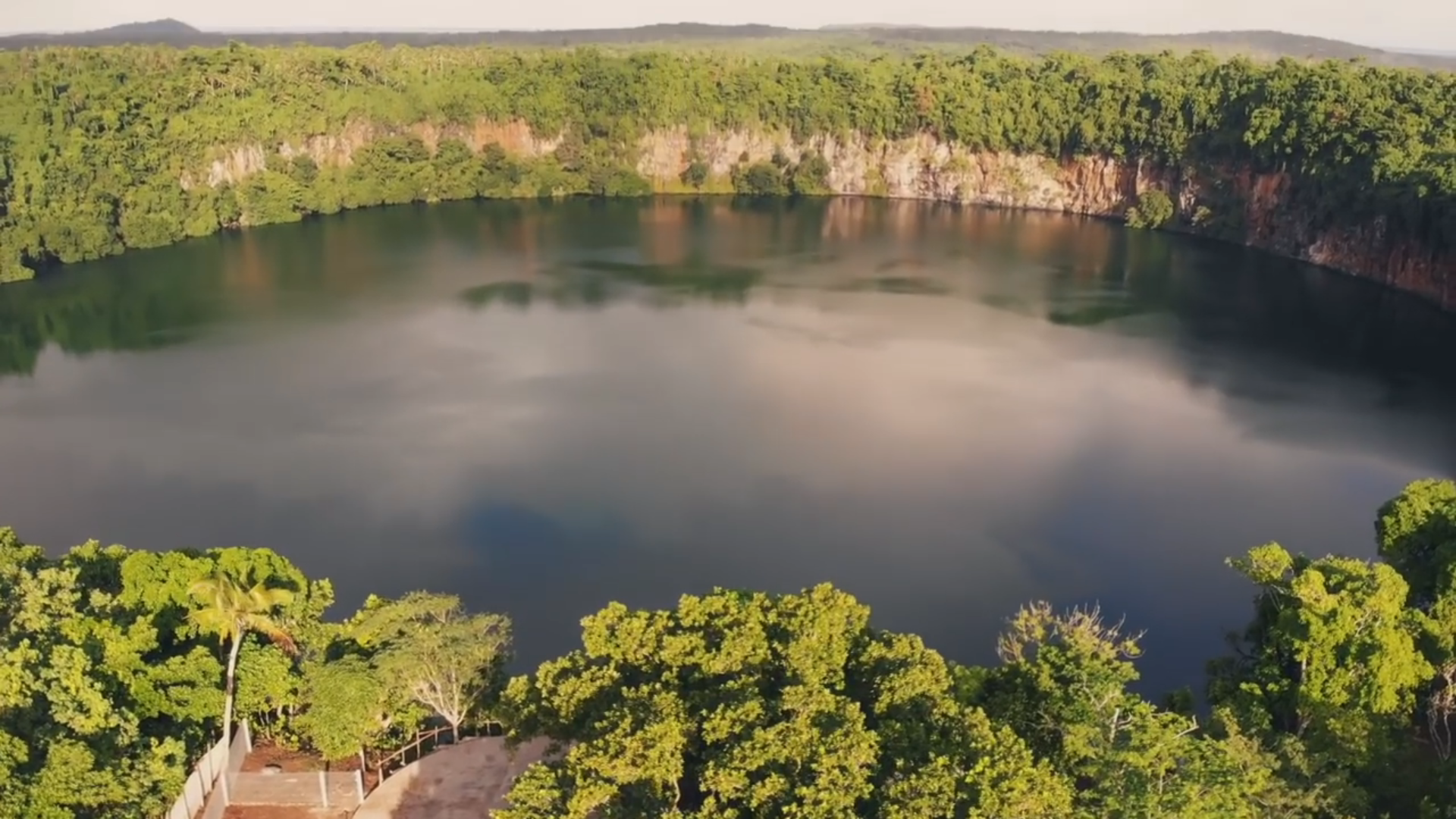
Lac Lalolalo (Wallis, France).
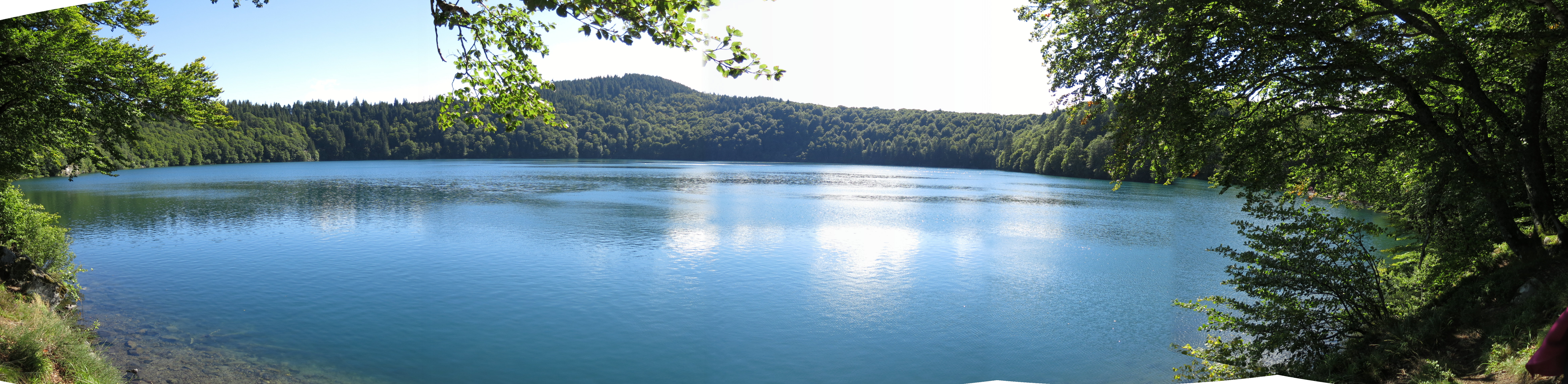
Lac Pavin (Puy-de-Dôme, France).